# Carles Planas
Carles Planas Antolínez (Sant Celoni, Barcelona, Catalunha, 4 de março de 1991) é um futebolista espanhol. Atualmente está sem clube.

## Carreira
Planas começou a carreira no time de sua cidade, o Sant Celoni, chegando ao Barcelona, na La Masia, com 10 anos. Após alguns anos na La Masia, foi promovido ao Barcelona B, pelo treinador Luis Enrique.

## Títulos
Barcelona
- Copa de Campeones Juvenil: 2009